# Carl Julius Wilda
Carl Julius Wilda (* 21. November 1710 in Weferlingen; † 23. Februar 1779) war ein preußischer Jurist.

## Leben

### Familie
Carl Julius Wilda war der Sohn des Pfarrers Johann Michael Wilda (* 30. September 1677 in Ballstedt; † 21. November 1726 in Weferlingen) und dessen Ehefrau Dorothea Katharina (* 15. November 1687 in Wegenstedt; † 20. September 1752 in Magdeburg), Tochter des Pastors Johann Walther (1648–1708); er hatte noch neun Geschwister, von diesen waren seine Schwestern Sophie Christiane (* 16. September 1712 in Weferlingen; † nach 1747) und Charlotte Esther Maria Wilda (* 23. Februar 1725; † 17. Januar 1760 in Groß Santersleben) mit dem Rektor Johann Gottlieb Immermann verheiratet.
Sein Onkel war Samuel Walther, Rektor des städtischen Gymnasiums in Magdeburg.
Er war mit Catharina Margaretha (geb. Damisch) (* 15. Februar 1726 in Magdeburg; † 18. März 1797 ebenda) verheiratet; gemeinsam hatten sie eine Tochter, die 1752 in Magdeburg zur Welt kam.
Aus einer Beziehung mit Justina Sophie Immermann (* 22. Januar 1723 in Rodersdorf bei Halberstadt), der Schwester seines Schwagers, hatte er eine uneheliche Tochter, die 1755 in Magdeburg geboren wurde.
1748 erwarb er vom Kaufmann Johann Gottfried Köppe ein Wohnhaus in Magdeburg in der Klosterstr. 17.

### Werdegang
Carl Julius Wilda immatrikulierte sich am 16. Oktober 1730 an der Universität Leipzig zu einem Studium der Rechtswissenschaften und beendete es als Kandidat der Rechte.
Im April 1742 bat er in Magdeburg um die Zulassung als Advokat, allerdings wurde sein Antrag am 31. Mai 1742 zunächst ausgesetzt. Später wurde er Kriminalrat in Magdeburg.
Am 29. März 1760 folgte er dem verstorbenen Martin Friedrich Stegemann (1688–1759) als Kriegs- und Domänenrat und Kammerjustitiar in der Kriegs- und Domänenkammer Magdeburg.
Als er 1779 verstarb, wurde Joachim Johann George Josias Neumann (1735–1795) sein Nachfolger.